# Метильна група

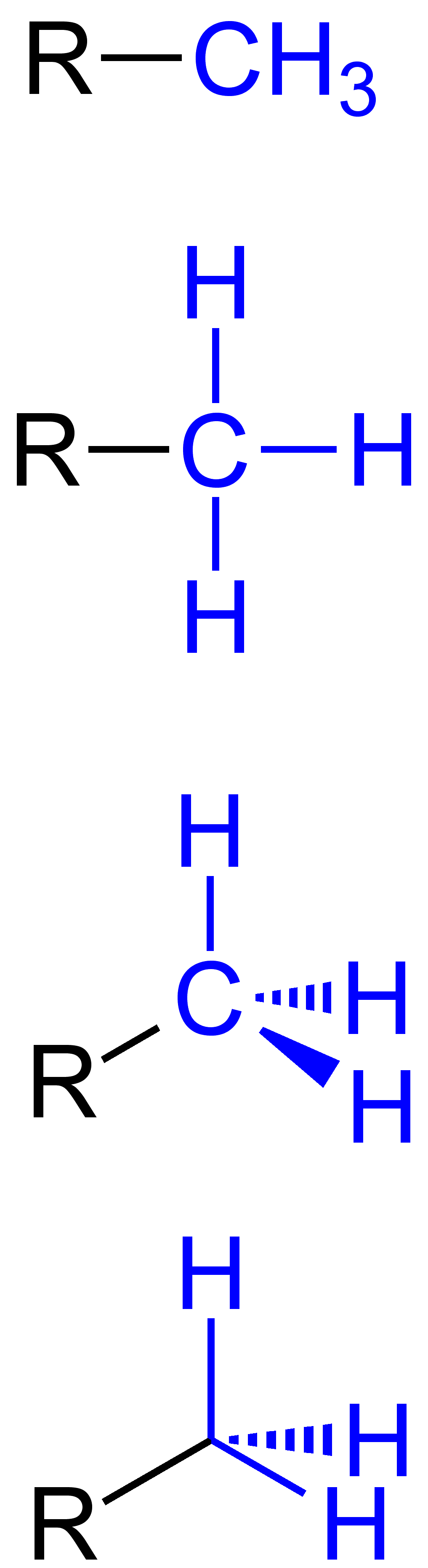
Варіації передачі структури метильної групи на письмі

Мети́льна гру́па (скорочено мети́л) — функціональна група складу CH3, утворена відщепленням одного атома Гідрогену від молекули метану. Найпростіша алкільна група. При написанні структурних формул група може позначатися символом Me або не мати позначення взагалі (для скелетної формули).

## Орієнтаційні властивості

Положення орто-, мета- і пара- у бензеновому ядрі

Метильна група є електронодонором (електроновідштовхувальною групою) і при зміщенні електронної густини решта молекули набуватиме частково негативного заряду. Зокрема, при знаходженні в бензеновому ядрі (молекула толуену) метильна група виявляє властивості орієнтанта першого роду: негативний заряд з'являтиметься на сусідніх положеннях орто і, внаслідок чергування, також у положенні пара, тому введення нових електрофільних замісників відбуватиметься за цими положенням. Введення нуклеофільних замісників у мета-положення на практиці не реалізується.
При наявності в ароматичному ядрі окрім метильної групи також замісника другого роду, метильна група визначатиме положення для нових електрофільних замісників, оскільки саме вона активує ядро для електрофільної атаки. Якщо ж у ядрі знаходиться кілька орієнтантів першого роду, то положення для введення визначатиметься величинами орієнтаційного ефекту, який у метильної групи є порівняно низьким. Наприклад, хлорування орто-крезолу відбуватиметься переважно у пара-положення по відношенню до гідроксильної групи, оскільки вона є сильнішим орієнтантом першого роду.

## Введення групи
Реакція введення метильної групи у цільову молекулу має назву метилювання (зворотний процес — деметилювання). Поширеними агентами для метилювання є диметилсульфат і метилйодид.
В органічному синтезі метильна група може використовуватися для захисту гідроксильної, карбоксильної або тіольної груп із утворенням етерів, естерів і сульфідів відповідно:
Класичним способом введення метильної групи у бензенове ядро є реакція Фріделя — Крафтса: